# Реальна містика
Реальна містика— детективна програма, знята студією «ТелеПро» та замовлення телеканалу «Україна». Прем'єра першого сезону відбулась на телеканалі «Україна» 12 січня 2015 року.
Перші 3 сезони були російськомовними. У 4 сезоні деякі герої розмовляли українською, а деякі — російською. Починаючи з 5 сезону, який стартував 22 серпня 2017 року, проєкт почали знімати українською, хоча спочатку у 5-му сезоні лише деякі персонажі стали україномовними — решта залишалися російськомовними й лише згодом усі персонажі шоу стали повністю україномовними.
У березні 2020 року ТРК Україна повідомили що 10-ий сезон що стартував 30 березня 2020 року має стати останнім, однак у серпні 2020 року творці змінили своє рішення й повідомили що 14 вересня 2020 року вийде новий, 11-ий сезон скриптед-серіаліті.Через велику кількість прохань було відзнято також і 12 сезон проєкту, який поставив крапку в історії команди «Реальної містики».

## Сюжет
Це реаліті шоу ставить перед собою амбітне завдання: знайти раціональне пояснення, на перший погляд, абсолютно загадкових і містичних подій. 
У 4 сезоні з'являється героїня астролог Віолетта Небесна, яка згодом стає керівницею команди реальна містика. У 9 сезоні з'являється секретарка Віолетти Небесної, Аліса Мирна, а Віолетта  підставляє Віру Іванівну. І згодом Віру Іванівну звільняють. У 10 сезоні Аліса проводить своє таємне розслідування і дізнається, що саме Віолетта підставила Віру Іванівну і розповідає про це Андрію Дебріну. В кінці цього ж сезону Марину викрадають а Віолетті приходить повідомлення із погрозами. 
У нових серіях 10 сезону відкриваються найпотаємніші секрети героїв команди реальна містика:
У студентські роки Марина мала стосунки із школяром Михайлом який був наркоманом, вона виготовляє йому наркотики, а коли застає його за зрадою, здає поліції. Через багато років він повертається із тюрми і в 10 сезоні викрадає Марину, в цей самий час із психіатричної лікарні втікає брат Жені, Сашко і вбиває Михайла. Після повернення Марина не пам'ятає цього і її садять у в'язницю.
Донька Тимура переїжджає до нього, але Віра Іванівна проводить розслідування стосовно її матері і дізнається, що Тимур запроторив дружину у психіатричну лікарню і розповідає про це матері Тимура, яка забирає доньку Тимура, Надію, і їде з міста. У Тимура стався інсульт він у критичному стані, але пізніше одужує.
Аліса, яка почала зустрічатися з Денисом просить його відправити доньок до дитячого будинку. Після того як він відправляє своїх доньок до дитячого будинку він вирішує покинути Реальну містику і відкрити свою команду.
Після ув'язнення Марини і смерті свого брата Саші, Женя покидає реальну містику і йде в монастир.
Віолетта Небесна готується до весілля, але на весіллі з'являється її колишній чоловік Славко Кульгавий який вийшов із тюрми, Віолетта розповідає свою історію. Виявилося, що Віолетта насправді Валентина Кульгава була 6 дитиною в багатодітній сім'ї і жила в дуже сильній бідності пізніше зв'язалася з бандитами і їхній голова Славко Кульгавий укладає з Віолеттою фіктивний шлюб , в день їхнього весілля він грабує банк, а вона викрадає гроші і здає його поліції. Згодом влаштовується прибиральницею в квартиру професора Ярославського, який після смерті своєї дружини Віолетти Небесної звільняє на той час Валентину, а вона викрадає всі дипломи його покійної дружини і починає нове життя з ім'ям Віолетти Небесної. Весілля скасовується, а Віолетта тепер стає прислугою Славка Кульгавого, щоб відпрацювати ті гроші, які в крала у нього в день їхнього весілля.
Донька Віри Іванівни серйозно хворіє і Віра Іванівна зізнається своїй кумі Натусі, що в день коли вони народжували покійний чоловік Віри Іванівни поміняв мертву доньку Віри Іванівни на живу доньку Натусі і каже Натусі, що про те, що Катерина не рідна її дочка вона дізналася, коли Каті було 7 років.
Всі дізнаються що 30 років тому при пожежі загинула рідна сестра Андрія Дебріна, а після її смерті йому заблокували всі спогади. І що він відкрив реальну Містик, щоб знайти логічне пояснення смерті своєї сестри.
В 11 сезоні через пів року герої команди реальної містики повертаються вже з новими силами в новий офіс і тепер Віра Іванівна адміністраторка цифрового відділу реальної містики, а Віолетта керівницею кол- центру. Марину звільняють з в'язниці. А Тимур виходить з коми і мириться з донькою. Женя з Денисом також повертаються. Тим часом з Андрієм Дебріним зв'язується полковник, який повідомляє, що нависла нова містична загроза...

## У ролях
| Актор/ка                 | Роль                                                  | Коментар |
| ------------------------ | ----------------------------------------------------- | --- |
| Андрій Дебрін            | Андрій Дебрін                                         | Ведучий |
| Людмила Ардельян         | Віолетта Небесна (справжнє ім'я – Валентина Кульгава) | Астрологиня, продюсерка астрально-містичного напрямку на ТРК «Україна»                                             |
| Євген Бельтюков          | Євген Бельтюков                                       | Технічний спеціаліст                                                                                               |
| Наталія Бережна-Музичко  | Марина Сергіївна Сокіл (З 9 сезону – Бельтюкова)      | Лаборантка-хімікиня                                                                                                |
| Олена Бондарева-Рєпіна   | Віра Іванівна Сошенко                                 | Прибиральниця («Експерт з чистоти»), з 11 сезону — адміністраторка цифрового відділу спецвідділу «Реальна містика» |
| Тімур Ібраімов           | Тимур Ібраімов                                        | Психолог |
| Олексій Нечай-Кучинський | Денис Михайлович Радченко                             | Хакер |
| Євгенія Нечипоренко      | Аліса Мирна                                           | Секретарка-асистентка, референтка                                                                                  |
| Ірина Кудашова           | Надія Ібрагімова                                      | Донька Тимура |

## Знімальна група
Авторка ідеї: Дарія Дейніченко
Шоуранерка проєкту: Дарія Дейніченко
Керівниця проєкту: Анна Попова
Креативна продюсерка проєкту: Анастасія Голтвенко
Режисери проєкту: Віктор Сухобрус, Андрій Хархаліс, Андрій Мозговий, Ярослав Ластовецький, Євген Чернишов, Ліза Хоменко та інші
Оператори проєкту: Олександр Гребенніков, Олександр Царенко, Олександр Коновалов, Дмитро Черевань
Сценаристи: Олена Сухобрус, Олександр Куколенко, Світлана Клюка, Світлана Козирєва, Ольга Мурашко, Олександр Штефан та інші
Виконавча продюсерка проєкту: Анастасія Красикова

## Епізоди
Перші два сезони складалися з 119 серій. Перші вісім сезонів складалися з 523 серій.
| Сезон | Сезон | Епізоди | Оригінальні покази | Оригінальні покази | Мова                    |
| Сезон | Сезон | Епізоди | Прем'єра           | Фінал              | Мова                    |
| ----- | ----- | ------- | ------------------ | ------------------ | ----------------------- |
|       | 1     | 20      | 12 січня 2015      | 25 травня 2015     | російська               |
|       | 2     | 99      | 17 серпня 2015     | 31 грудня 2015     | російська               |
|       | 3     | 59      | 1 лютого 2016      | TBA                | російська               |
|       | 4     | 120     | 28 лютого 2017     | 2 червня 2017      | російська               |
|       | 5     | 74      | 22 серпня 2017     | 29 грудня 2017     | українська та російська |
|       | 6     | 42      | 27 лютого 2018     | 25 травня 2018     | українська              |
|       | 7     | 70      | 27 серпня 2018     | 27 грудня 2018     | українська              |
|       | 8     | 44      | 26 лютого 2019     | 26 квітня 2019     | українська              |
|       | 9     | 51      | 16 вересня 2019    | 27 грудня 2019     | українська              |
|       | 10    | 45      | 27 січня 2020      | 30 квітня 2020     | українська              |
|       | 11    | 54      | 14 вересня 2020    | 11 грудня 2020     | українська              |
|       | 12    | 46      | 22 березня 2021    | 3 червня 2021      | українська              |

5 травня 2025 року на телеканалі "Твій серіал" почали показувати повторні випуски 2 сезону "Реальної містики" в українському дубляжі.
Список епізодів 2 сезону:
1. Доля
2. Мотель
3. Помінялися тілами
4. Німа помста
5. Відкуп
6. Погане місце
7. М'ясник
8. Учень чаклуна
9. Чужі сни
10. Ніч на Івана Купала
11. А музика звучить
12. Біжи Рабітте
13. Тінь
14. Примари лісу
15. Тихі заводі
16. Ворон
17. Лялька
18. Тварюка зі склепу
19. Замри помри зникни
20. Прокляття фараона
21. Подаруночок
22. Аромат фантома
23. Кара божа
24. Мар'янині трави
25. Покайся
26. Відьмин гарем
27. Київський вампір
28. Жрець
29. Диригент смерті
30. Квіти для зомбі
31. Чорна кішка
32. Мій син демон
33. Пекельні пси
34. Загибле місце
35. Пікова дама
36. Дім (Мюнхаузен)
37. Дар передбачення
38. Старе кіно
39. Чорні вдови ( варення)
40. Портрет демона
41. Божевілля
42. Звільніть душу
43. Коханець
44. Реінкарнація
45. Мольфар
46. Слуга диявола
47. Прокляття заміського будинку
48. Страх з дитинства
49. Лігво відьом
50. Вирок
51. Магічний шантаж
52. 13 номер
53. Приворотне зілля
54. Прокляття святого Марка
55. Скористатися нагодою
56. Домовик
57. М'яч
58. Дім з привидами
59. Свята купіль
60. Чортова генетика
61. Зачароване дзеркало
62. Дар матері землі
63. Тінь батька
64. Лялька
65. Кайдашева сім'я
66. За крок до смерті
67. Онука з того світу
68. Портал
69. Живий привид
70. Помста ненародженого
71. Вій
72. Стенографист диявола
73. Летючий голландець
74. Шаман
75. Обіцяна дияволу
76. Проклятий сад
77. Улюблений злий дух
78. Бабусина спадщина
79. Кривава мері
80. Відьма
81. Джеркало минулого
82. Тінь минулого
83. Страшна таємниця
84. Новорічна
85. Шляхи серця
86. Ніч в музеї
87. Наречена дракули
88. Портрет мертвих
89. Причарований
90. Любов до гробу
91. Вуду
92. Кулон долі
93. Переплут

## Популярність

### Нагороди Телетріумфу
| Рік  | Премія     | Номінація                                    | Номінант        | Результат |
| ---- | ---------- | -------------------------------------------- | --------------- | --------- |
| 2015 | Телетріумф | Дизайн програми                              |                 | Номінація |
| 2018 | Телетріумф | Режисер-постановник ранкової/денної програми | Віктор Сухобрус | Номінація |

### Популярність у соцмережах
Проєкт популярний у соцмережах. У скарбничці проєкту срібна кнопка YouTube (понад 300 тис. підписників), 20 тисяч фоловерів фанатських сторінок в Instagram.

## Відгуки телекритиків
Після прем'єри першого сезону цього скриптед-докуреаліті телекритики мали переважно негативні відгуки про шоу.